# Projet d'énergie solaire Genesis
Le projet d'énergie solaire Genesis (en anglais : Genesis Solar Energy Project) est une centrale solaire concentrée située dans le désert de Mojave sur 780 ha du Bureau of Land Management, dans l'est du comté de Riverside, en Californie. Genesis est situé à environ 40 km à l'ouest de Blythe, dans la vallée du fleuve Bas Colorado. L'usine a été construite dans le désert du Colorado le long d'une ancienne route commerciale que les autochtones avaient utilisé pendant des milliers d’années. La route traversait le désert de Sonora et permettait le commerce entre le fleuve Colorado et la côte.
La centrale solaire se compose de deux sections indépendantes d’une puissance de 125 MW nets (140 MW bruts), utilisant la technologie de miroirs cylindro-paraboliques. Ce fut l'une des trois plus grandes centrales solaires au monde, qui commença à fournir de l’électricité en 2013 et 2014, situé dans les déserts des comtés de Riverside et de San Bernardino. Le bloc de puissance et les miroirs occupent environ 550 ha du site. Le reste est utilisé par les bassins d'évaporation, la route d'accès, les bâtiments administratifs et une zone ouverte clôturée. Les assemblages de 1 840 collecteurs solaires font 1 048 mètres carrés chacun, soit un total de 1 928 320 mètres carrés de panneaux qui sont exposés au soleil.
Un rapport de juin 2014 détaille l'impact potentiel du projet sur les populations d'oiseaux.

## Production
La production se décompose comme suit (en MWh):
| Année | Janv   | Fév    | Mars   | Avr    | Mai    | Juin   | Juil   | Août   | Sept   | Oct    | Nov    | Déc    | Total     |
| ----- | ------ | ------ | ------ | ------ | ------ | ------ | ------ | ------ | ------ | ------ | ------ | ------ | --------- |
| 2013  |        |        |        |        |        |        |        |        |        |        | 345    | 6 684  | 7 029     |
| 2014  | 4 892  | 13 080 | 48 455 | 60 960 | 72 621 | 80 979 | 68 861 | 66 969 | 63 976 | 46 236 | 35 271 | 13 813 | 576 113   |
| 2015  | 16 876 | 40 980 | 60 875 | 70 919 | 72 725 | 70 898 | 70 190 | 69 009 | 52 732 | 41 160 | 33 601 | 21 489 | 621 454   |
| 2016  | 17 573 | 45 940 | 55 704 | 55 737 |        |        |        |        |        |        |        |        | 174 954   |
| Total | Total  | Total  | Total  | Total  | Total  | Total  | Total  | Total  | Total  | Total  | Total  | Total  | 1 379 550 |

La production annuelle projeté est de 580 GWh.